# バフィロマイシン
バフィロマイシン（bafilomycin）類は、Streptomyces griseusに由来する毒性のあるマクロライド系抗生物質の1群である。1983年にS. griseusから単離された。バフィロマイシン類は、マクロライド構造を持っており、どれも極めて似た生理活性を有する。バフィロマイシン類は液胞型H+-ATPアーゼの特異的阻害剤である。
バフィロマイシン類の中で最も広く使われているのは、16員環マクロライドのバフィロマイシンA1である。バフィロマイシンA1はエキソサイトーシスを起こした後のシナプス小胞の再酸性化を妨げることができるため、有用である。
バフィロマイシン類は抗細菌、抗真菌、抗がん、免疫抑制活性を有する。加えて、バフィロマイシンA1は抗マラリア活性を有する。
バフィロマイシンB1は骨溶解症を治療する潜在的抗骨粗鬆薬として言及されている。